# Pedicularis terrenoflora
Pedicularis terrenoflora är en snyltrotsväxtart som beskrevs av T. Yamazaki. Pedicularis terrenoflora ingår i släktet spiror, och familjen snyltrotsväxter. Inga underarter finns listade i Catalogue of Life.